# Somos tr3s
Somos tr3s es una película argentina de 2018. Escrita y dirigida por Marcelo Briem Stamm y protagonizada por Carlos Etchévers, Flor Dragonetti y Juan Manuel Martino. 

## Historia
Nacho, Ana y Sebastián se conocen en una fiesta de amigos en común, se enamoran por igual e inician una relación no convencional.

## Sinopsis
Nacho es contador, un tipo normal. En una fiesta conoce a Ana, una mujer joven y confiada, recién divorciada. Luego conocen al carismático Sebastián. Unos días después. Sebastián confiesa que desea una relación a largo plazo con un hombre y una mujer, juntos.

## Reparto
- Carlos Etchévers como Nacho.
- Flor Dragonetti como Ana.
- Juan Manuel Martino como Sebastian.